# Jean-Jacques Juglas
Jean-Jacques Juglas est un homme politique français, né le 10 juin 1904 à Bergerac (Dordogne) et mort à Paris le 17 août 1982.

## Biographie
Issu des classes moyennes, — son père est employé de commerce, — il suit des études secondaires, puis supérieures à Bordeaux, et devient professeur d'histoire et géographie, d'abord à Béziers, puis Rennes, Poitiers, Bordeaux, et enfin Paris.
Dans la capitale, il donne des cours au CNAM, à l'ENSET, et exerce au Lycée Louis-le-Grand, où il est notamment chargé des cours de géographique économique dans la préparation au concours d'entrée de l'école de la France d'outre-mer. Cet enseignement est en lien avec son activité de recherche, centrée sur l'histoire coloniale.
Dans les années 1930, il s'engage en politique, d'abord du côté de la Jeune République, puis, en 1936, au Parti démocrate populaire.
En 1939, il est mobilisé au sein de la 1re division marocaine. Il combat en Lorraine, puis participe à l'expédition de Norvège, avant d'être blessé à Beauvais en juin 1940.
Rendu à la vie civile, il participe à la résistance. Ainsi, à la libération, il est membre du comité de libération du 16e arrondissement de Paris, et nommé maire adjoint à titre provisoire.
Il participe alors à la création du Mouvement Républicain Populaire, et c'est sous cette étiquette qu'il est élu conseiller municipal de Paris et conseiller général de la Seine en 1945.
En octobre 1945, il est élu député sur la liste MRP menée par Robert Lecourt dans la Seine pour l'élection de la première assemblée constituante. Il est réélu en juin, puis en novembre 1946 dans les mêmes conditions.
À l'assemblée, il intervient notamment sur les questions coloniales, pour lesquelles son expertise est reconnue. En 1946, il est ainsi élu président de la commission des territoires d'outre-mer, fonction qu'il conserve jusqu'en 1955.
Cette stabilité, largement supérieure à celle des ministres chargé de ce dossier, lui donne un rôle relativement important dans la politique coloniale française, qui devient dans cette période la politique de l'outre-mer. Il est ainsi actif dans la création du Fonds d'investissement pour le développement économique et social des territoires d'outre-mer.
En août 1950, il dirige une commission d'enquête parlementaire envoyée en Côte d'Ivoire après les incidents qui s'étaient produits durant toute l'année 1949, et dont les autorités locales faisaient porter la responsabilité à l'activité du Rassemblement démocratique africain.
Il s'oppose alors aux positions du jeune ministre de la France d'outre-mer, François Mitterrand, qui avait décidé, en accord avec René Pleven, président du conseil, d'ouvrir des discussions avec le RDA et son chef de file Félix Houphouët-Boigny, ce que Juglas conteste, estimant que ce parti est un allié objectif du communisme. De fait, Juglas apparaît de plus en plus comme un défenseur des intérêts des colons blancs en Afrique, notamment après qu'il prend la défense de missionnaires du Sénégal.
En 1951, la décrue notable du MRP dans la capitale le conduit à choisir de se présenter en province. Il prend ainsi la tête de la liste démocrate-chrétienne en Lot-et-Garonne. Il obtient 9,7 % des voix, et n'est réélu que grâce à l'apparentement général de toutes les listes de la « troisième force », qui n'excluait que le PCF et les gaullistes du RPF.
Ce parachutage délicat l'amène à mettre en avant à l'assemblée la défense des intérêts des électeurs de son département, en se présentant comme le porte-parole d'une nouvelle « élite paysanne ».  Il intervient ainsi sur la politique agricole, et défend dans ce domaine la vision d'un ministère de l'agriculture plus planificateur et actif. Il incite aussi le gouvernement à entendre le malaise social du monde rural.
Réélu à la présidence de la commission de l'outre-mer, il est cependant très occupé par la décolonisation, et plus particulièrement la Guerre d'Indochine. Ses positions, qui sont celles du MRP, sont ambivalentes : tout en prônant le droit des États associés, membre de l'Union française, à une indépendance réelle, il soutient l'engagement militaire français qu'il voit comme le seul moyen de préserver un Vietnam libre, compte tenu de la faiblesse militaire de cet État, et même son accroissement.
Pas toujours très subtil dans ses analyses politiques, il manque de faire chuter le gouvernement Pinay lors du débat budgétaire de l'automne 1952. Par ses critiques de l'inflation du nombre de fonctionnaires du ministère de l'outre-mer, il conduit l'assemblée à voter une réduction drastique des crédits, ce qui provoque la démission du ministre, Pierre Pflimlin, pourtant lui aussi MRP. Ce n'est qu'après des discussions serrées, que le ministre revient sur sa décision, tandis que le budget est voté.
Après la défaite de Dien-Bien-Phu, il tente d'éviter la chute du gouvernement Laniel en remettant à l'ordre du jour une proposition de résolution qu'il avait déposé avec Pierre Koenig et Daniel Mayer, visant à créer une commission d'enquête parlementaire sur l'Indochine. Mais cette tentative est un échec.
En novembre 1954, il est le rapporteur de la proposition de loi visant à donner une forme d'autonomie au Togo.
En janvier 1955, il entre au gouvernement à l'occasion d'un remaniement auquel procède Pierre Mendès-France. Il succède à Robert Buron, qui devient ministre des finances, au poste de Ministre de la France d'outre-mer. Cette nomination est d'autant plus étonnante que Juglas n'avait pas voté l'investiture au gouvernement, et s'était abstenu de même sur les accords de Genève. Cette nomination provoque des remous : le MRP, qui s'oppose toujours à la politique de Mendès, exclut Juglas du groupe parlementaire, tandis qu'Henri Caillavet, secrétaire d'État à l'intérieur, claque la porte pour protester contre l'arrivée d'un « clérical ».
Le gouvernement Mendès-France est cependant renversé deux semaines plus tard, et l'action de Juglas au ministère se limite à expédier les affaires courantes.
Sa carrière politique s'achève en 1956 : ne pouvant bénéficier du bénéfice d'apparentements aussi larges qu'aux élections précédentes, il n'est pas réélu député.
Il est alors nommé directeur de l'Office de la recherche scientifique et technique d'outre-mer, dont il assure ensuite la présidence jusqu'en 1963. Il enseigne au CNAM et à l'institut des études d'outre-mer puis, de 1970 à 1972, dirige l'institut d'études de développement économique et social.

## Fonctions
- Ministre de la France d'Outre-mer du gouvernement Pierre Mendès France (du 20 janvier 1955 au 23 février 1955)

- Député MRP de la Seine (1945-1951)
- Député MRP du Lot-et-Garonne (1951-1955)

- Président de l'Office de la recherche scientifique et technique outre-mer (ORSTOM) de 1956 à 1960
- Directeur de l'Institut d'étude du développement économique et social (IEDES) de l'Université Panthéon-Sorbonne Paris1 de 1969 à 1973

## Décoration
- Officier de l'ordre des Palmes académiques (1958)[2]